# Arturo Gatti
Arturo Gatti (Cassino, 15 de abril de 1972 — Ipojuca, 11 de julho de 2009) foi um lutador de boxe profissional ítalo-canadense.

## Biografia
Iniciou sua carreira no ano de 1991, tendo ganhado o cinturão mundial de superpenas de 1995, ao vencer o lutador norte-americano Tracy Harris Patterson. Em 2004, novamente ganhou o título mundial na categoria superleves, por nocaute, sobre o italiano Gianluca Branco.
Sua esposa, Amanda Rodrigues, com quem Arturo teve um filho, o encontrou morto, no dia 11 de julho de 2009, num apartamento alugado em Porto de Galinhas, com marcas na cabeça e pescoço. Suspeitou-se de que a causa da morte foi suicídio, mas autoridades americanas e canadenses questionam essa versão.